# Comuna Borsukî, Nova Ușîțea
Borsukî (în ucraineană Борсуки) este o comună în raionul Nova Ușîțea, regiunea Hmelnîțkîi, Ucraina, formată din satele Borsukî (reședința) și Sadove.

## Demografie
Componența lingvistică a comunei Borsukî
     Ucraineană (97,55%)
     Rusă (1,81%)
     Alte limbi (0,64%)
Conform recensământului din 2001, majoritatea populației comunei Borsukî era vorbitoare de ucraineană (97,55%), existând în minoritate și vorbitori de rusă (1,81%).